# Renato Živković
Renato Živković (Spalato, 8 luglio 1966) è un ex pallanuotista e allenatore di pallanuoto croato.
Iniziò a giocare nel POŠK di Spalato nel 1978 da futuro talento. Con il POŠK nel 1983 è salito sul tetto di Europa vincendo la Coppa delle Coppe e la Supercoppa LEN. Dal 2007 è segretario generale del HVS. Dal 2022 è responsabile pallanuoto della Len

## Carriera
Nella sua intera carriera, prima da giocatore e poi da allenatore, è stato fedele a soli due club, alla squadra spalatina POŠK e alla squadra francese di Tourcoing.

## Palmarès

### Giocatore

#### Club
- Coppa delle Coppe: 1

POŠK: 1983-1984
- Supercoppa LEN: 1

POŠK: 1984
- Coppa COMEN: 3

POŠK: 1983, 1984, 1985